# Francisco Maria Campos y Angeles
Francisco Maria Campos y Angeles (* 16. Juni 1860 in San Nicolás de Actopan, Hidalgo, Mexiko; † 29. Juni 1945) war ein mexikanischer Geistlicher und Bischof von Chilapa.

## Leben
Francisco Maria Campos y Angeles empfing am 23. Dezember 1882 das Sakrament der Priesterweihe.
Am 3. Dezember 1897 ernannte ihn Papst Leo XIII. zum Bischof von Tabasco. Der Apostolische Visitator für Mexiko, Erzbischof Nicola Averardi, spendete ihm am 16. Januar 1898 die Bischofsweihe. Am 12. Oktober 1907 ernannte ihn Papst Pius X. zum Bischof von Chilapa. Die Amtseinführung fand am 19. Oktober desselben Jahres statt.
Francisco Maria Campos y Angeles trat am 5. Januar 1923 als Bischof von Chilapa zurück. Papst Pius XI. ernannte ihn daraufhin zum Titularbischof von Doara.